# Roland Cristal
Roland Cristal de son vrai nom Louis Labro est un producteur et musicien français de musique électronique, actif depuis 2016. Né à Toulouse et originaire du Lot (Occitanie), dans le sud de la France, il mène une double vie : professeur des écoles le jour et artiste électro la nuit,,.

## Style musical et influences
Roland Cristal se distingue par un style inclassable mêlant techno lo-fi, humour absurde et esthétique DIY. Il qualifie sa musique de "tekno régressive", intégrant des influences variées telles que Kraftwerk, Mr. Oizo et Dimension Bonus. Ses productions combinent des samples issus d'internet, des voix de son enfance et des rythmes simples mais puissants, créant un univers sonore singulier.

## Parcours artistique
Avant de se lancer dans la musique électronique, Roland Cristal a étudié le piano, la théorie musicale classique, le jazz et la guitare. Il a participé à plusieurs groupes de rock pendant une quinzaine d'années sans succès notable. C'est en créant des comptes DJ sur SoundCloud avec des amis qu'il a donné naissance à son premier projet solo, Roland Cristal.

## Succès et reconnaissance
En 2022, son morceau Vendetta devient un hymne inattendu dans les campings du festival Defqon.1 aux Pays-Bas. Inspiré par une journée difficile en tant qu'enseignant, ce titre a été repris et remixé par l'artiste italien The Purge, renforçant sa notoriété dans la scène hardstyle.

## Discographie

### EP's
- 2019 : Roland Cristal

- 2021 : Moyen-Âge
- 2022 : On veut plus d'océans - L'album de tous les remixes

### Albums
- 2020 : 2020
- 2022 : On veut plus d'océans - L'album de tous les dangers
- 2024 : Menhirs
- 2025 : C'est génial

### Singles et collaborations
- 2016 : Le paiement sans contact
- 2017 : Fracasse le BPM
- 2017 : On se voit que en virtuel
- 2017 : Sylvain Mirouf
- 2017 : Tout le monde est content et triste
- 2017 : Aujourd'hui on a de la chance
- 2018 : Tout est presque fini
- 2019 : Je N'ai Pas Le Droit De Jouer De La Musique
- 2021 : Lancer le chanmax (version audace)
- 2022 : Vendetta (The Purge Remix) feat. The Purge
- 2022 : Un bon petit moment
- 2022 : El fuego de la catalunya - Brutal Theory Remix feat. Brutal Theory
- 2024 : On en veut plus - Yoshiko Defqon Remix feat. Yoshiko
- 2024 : On en veut plus - Yoshiko Defqon Radio Edit feat. Yoshiko
- 2024 : El fuego de la catalunya - Brutal Theory Remix 2.0 feat. Brutal Theory

## Performances
Ses performances live sont réputées pour leur énergie brute et leur ambiance festive, mêlant visuels hypnotiques et humour décalé . Il s'est produit dans de nombreux festivals et salles en France et en Europe, tels que Les Vieilles Charrues, Dour Festival, Marsatac et le Cabaret Sauvage,.

## Présence en ligne
Roland Cristal partage sa musique sur diverses plateformes, notamment SoundCloud, Spotify, Bandcamp et YouTube. Il est également actif sur les réseaux sociaux, où il interagit avec ses fans et annonce ses prochaines performances .